# Dolichorrhiza correvoniana
Dolichorrhiza correvoniana là một loài thực vật có hoa trong họ Cúc. Loài này được (Albov) Galushko mô tả khoa học đầu tiên năm 1970.